# Leopoldia eburnea
Leopoldia eburnea är en sparrisväxtart som beskrevs av Alexander Eig och Naomi Feinbrun. Leopoldia eburnea ingår i släktet Leopoldia och familjen sparrisväxter. Inga underarter finns listade i Catalogue of Life.

## Bildgalleri

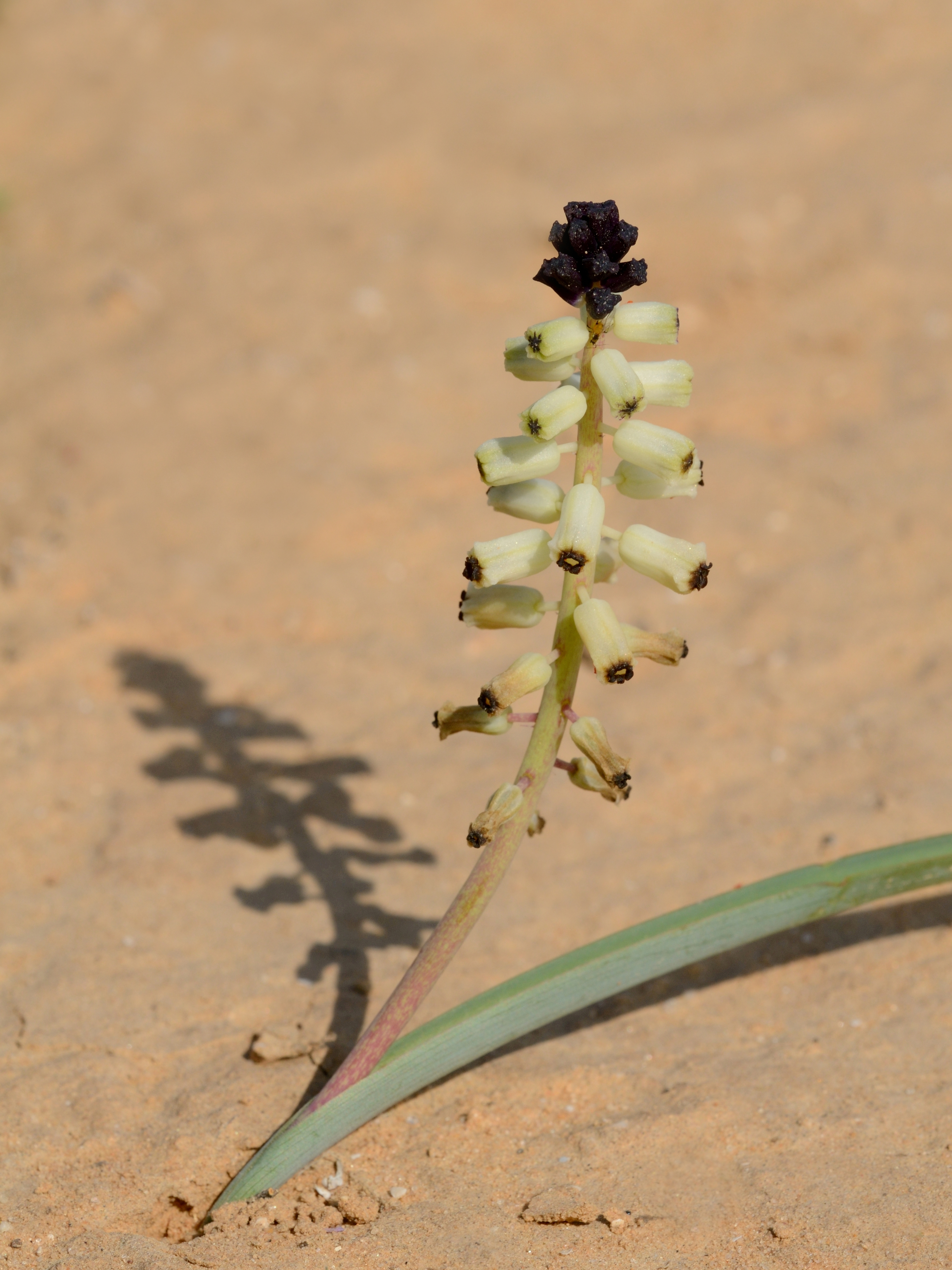